# Miguel Ángel Martín Perdiguero
Miguel Ángel Martín Perdiguero (nascido em 14 de outubro de 1972) é um ex-ciclista profissional espanhol que participava em competições de ciclismo de estrada. Correu profissionalmente entre 1997 e 2006. Participou na estrada individual nos Jogos Olímpicos de Sydney 2000.